# Občina Bloke
Občina Bloke je ena od občin v Republiki Sloveniji. ki leži na Bloški planoti s središčem v Novi vasi. Nastala je z izločitvijo iz Občine Cerknica.

## Nastanek lokalne samouprave na Kranjskem
O načrtnem nastanku zakonodaje o lokalni samoupravi, torej prava s tega področja značilnega za moderne države, govorimo od leta 1849 naprej, ko je bil potrjen Provizorični zakon o občinah, ki je bil odločilen za nastanek občin. Kranjska, kjer je bilo 1854. leta 478.299 prebivalcev, je imela takrat 501 občino. Deželna vlada Kranjske je izdala leta 1856 administrativno karto Kranjske ter abecedni seznam krajev s podatki o upravni in sodni pripadnosti (leta 1857), kjer so bile navedene tudi vse občine. To je bil tudi prvi uradni seznam občin po letu 1849. V tem času se na današnjem področju Blok nahaja osem »občin«. Občine Sv. Trojica(Šivče), Velike Bloke, Nova vas, Sv. Duh(Krajič), Radlek, Studenec in Metulje spadajo pod okraj Lož. Občina Ulaka pa je spadala pod okraj Planina.
Potem, ko je kranjski deželni zbor sprejel občinski red za Kranjsko in ga je vladar leta 1866 podpisal so se morale občine na novo konstituirati. Tako se je v letu 1866 število občin na Kranjskem zmanjšalo na 348. Prav tako, se zmanjša število okrajev na 11, ti pa so se delili še na sodne okraje. Prejšnje občine se tako združijo v občino Bloke in preidejo v upravni okraj Logatec ter sodni okraj Lož.
Dejstvo je, da so občine na Kranjskem predstavljale enega glavnih temeljev za razvoj slovenskega šolstva, kulture in gospodarstva ter da so odigrale pomembno vlogo na področju komunalne urejenosti krajev, kjer je bil dosežen v zadnjih desetletjih 19. stoletja velik napredek. Zelo pomembno dejstvo pa je tudi, da je postala slovenščina na Kranjskem uradni jezik občinskih uprav.

## Obdobje med obema vojnama
Zakon o oblastni in sreski (okrajni) samoupravi in Zakon o obči upravi, ki sta bila sprejeta v marcu 1922 in se medsebojno dopolnjujeta ter tvorita celoto pri obravnavi področja državne uprave in lokalne samouprave. Kaže opozoriti, da je bil z ustavo (1921), posebej pa z zakonom o oblastni in sreski samoupravi, namesto izraza »okraj« v slovenski jezik prevzet srbski izraz »srez« ter s tem tudi »sreski poglavar« in »sresko poglavarstvo« Občina Bloke je v tem času spadala pod logaški okraj (srez). Slednji je bil med najmanjšimi srezi naše banovine meri 606 km2. Srez se je razprostiral v JZ delu banovine v dolžini kakih 70 km in zavzemal razmeroma ozek pas ozemlja, ki se močno razširi le v osrednjem delu med Planino in Bloško planoto. Zahodna meja sreza se je krila z državno mejo napram Italiji.
Po zakonu o občinah iz leta 1933, naj bi ta imela vsaj 3000 prebivalcev. Izvedena je bila komasacija občin in njihovo število se je zmanjšalo iz približno 1000 na približno 400. Pravna osnova za izvedbo združitev je bila nato Uredba o spojitvi občin v Dravski banovini. Po tej uredbi občina Bloke dobi od občine Cerknica naslednje kraje; Sleme, Ulaka, Rožanče in Hribarjevo iz katastrske občine Ulaka. V krajevnem leksikonu dravske banovine lahko o občini Bloke beremo naslednje. V občini Bloke najdemo 46 naselij v katerih živi 3009 prebivalcev v 552 hišah. Sedež občine je v Novi vasi. Občina leži vzhodno od Cerkniškega jezera in obsega vse ozemlje Bloške planote. To so prostrane visoke ravni, ki mejijo na zahodu na Cerkniško polje, na severu na Iško, na vzhodu na Ribniško, na jugu pa na Loško dolino. Planota z osnovo triadnega apnenca je valovita goličava z redkimi zaplatami gozda in raztresenimi vasmi.

## Obdobje po drugi svetovni vojni
Septembra 1945 je slovenska oblast izdala prvi zakon o upravni razdelitvi Ljudske republike Slovenije, ki je kmalu doživel nekaj popravkov. Ta zakon je določal, da je ozemlje Slovenije razdeljeno na 5 okrožij. Okrožja so bila razdeljena na okraje (skupaj 28), ki so bili razdeljeni oziroma katere so sestavljali kraji, ki jih bilo (skupaj 1583). Tako nekdanja občina Bloke preide v ljubljansko okrožje in v okraj Rakek.
Po zakonu o upravni razdelitvi LRS (17. februarja 1948) je bilo ozemlje LRS upravno razdeljeno na glavno mesto Ljubljana, na okraje in kraje, ki so jih upravno vodili ljudski odbori, ukinjena pa so bila okrožja. Okraj Postojna se je razširil. Pod njegovo upravo so prišli KLO (krajevni ljudski odbor) Nova vas, Ravnik in Velike Bloke. Na Oblastnem ljudskem odboru za Goriško oblast so na seji 7. septembra 1949 razpravljali o predlogih za ponovno upravno razdelitev KLO. Med drugim so sprejeli tudi predlog združitve Velikih Blok in Ravnika z Novo vasjo, s čimer so soglašali vsi prebivalci, saj se jim je zdel primeren, a so kljub temu, da so ti kraji »enake gospodarske strukture in vsi navezani na Novo vas, kot edino gospodarsko središče«, izrazili pomisleke predvsem zaradi preobsežnosti novega LO, ki bi obsega iste kraje kot »prejšnja občina«.
Zakon o razdelitvi Ljudske republike Slovenije na mesta, okraje in občine, ki ga je sprejela Ljudska skupščina LRS na svojem tretjem zasedanju 12. aprila 1952, je ukinil krajevne ljudske odbore in upravne enote – kraje, kot najmanjše upravne enote pa prvič po novem političnem sistemu uvedel občine. Občine so poslej upravno vodili občinski ljudskih odbori (ObLO). Po novi upravni ureditvi je okraj Postojna obsegal tudi občino Cerknico v kateri je bilo območje današnje bloške občine.
Ustava iz leta 1974 je postavila kot enega od temeljev socialističnega samoupravljanja krajevno skupnost, ki je bila sicer uvedena že z ustavo iz leta 1963 kot neobvezna, samoupravna skupnost občanov. V njej naj bi občani opravljali komunalne, socialne vzgojne kulturne, zdravstvene, društvene idr. dejavnosti. Do oblikovanja posamezne krajevne skupnosti je prišlo na podlagi razprave, sprejetih stališč in dogovora v organizacijah Socialistične zveze delovnega ljudstva. Tako se v občini Cerknica oblikuje 7 krajevnih skupnosti, ena izmed njih pa se imenuje Nova vas – Bloke in je zajemala območje današnje občine Bloke.Tako stanje ostane do novega oblikovanja občin v samostojni in neodvisni Republiki Sloveniji v letu 1994.

## V samostojni Sloveniji - pot do lastne občine
Obor za lokalno samoupravo v republiki Skupščine Republike Slovenije ustanovil posebno strokovno skupino, ki je v letu 1992 tudi pripravila posebno delovno študijsko gradivo »Lokalno samouprava v Republiki Sloveniji.« Na tej podlagi je bil nato pripravljen zakon o lokalni samoupravi, ki je bil vložen v zakonodajno proceduro v maju 1992, sprejet pa 21. decembra 1993. S tem, ko je bil istočasno sprejet zakon o lokalnih volitvah.
Referendum za ustanovitev novih občin je bil izveden 29. maja 1994. Na tem so se volilni upravičenci referendumskega območja Nova vas – Bloke s 56 odstotki glasov izrekli za ustanovitev občine Bloke, v referendumskem območju Loška dolina pa je glasove za ustanovitev oddalo skoraj 71 odstotkov volilnih udeležencev. Vendar so nato poslanci državnega zbora na seji dne 3. oktobra 1994, s sprejetjem Zakona o ustanovitvi občin ter o določitvi njihovih območij določili drugačna ozemlja novih občin. Referendumski območji Nova vas – Bloke in Loška dolina so namreč združili v eno občino Loška dolina. Bločan Franc Škrabec je za Delo dejal:"Nam (Bločanom op. a.) se je z odločitvijo državnega zbora o ustanovitvi samo ene občine Loška dolina zgodila krivica, saj smo prepričani, da smo sposobni prevzet vajeti razvoja Blok v svoje roke. Zgodovinske izkušnje priključitve k večji lokalni skupnosti občina Cerknica, pod okriljem katere smo bili skoraj 40 let, niso dobre. V tem obdobju se je število prebivalcev na Blokah zmanjševalo hitreje kot kadarkoli prej."
V letu 1996 je bil sprejet Zakon o postopku za ustanovitev občin ter za določitev njihovih območij. Ta zakon je odprl zelo široke možnosti za začetek postopkov in je dobesedno spodbudil aktivnosti za ustanovitev novih občin, kar so poznavalci tudi pričakovali. Zakon je med drugim omogočal razdelitev občine na dvoje ali več novih občin. V Delu najdemo članek v katerem piše, da so Bločani oziroma KS Nova vas – Bloke imenovala sedemčlansko komisijo za pripravo študije o utemeljenosti ustanovitve občine Bloke. Marca 1996 so študijo poslali predsedniku državnega zbora Jožefu Školču, ministru za lokalno samoupravo in predsednici parlamentarne komisije za lokalno samoupravo in vladni službi za lokalno samoupravo.
Krajani krajevne skupnosti Nova vas – Bloke seveda poznajo 13.a člen zakona o lokalni samoupravi, ki za pogoj ustanovitve občine določa 5000 prebivalcev. Tega sicer ne izpolnjujejo vendar pa poznajo tudi možnost, da se občina lahko ustanovi na geografsko obmejnem, narodnostno, zgodovinsko ali gospodarsko specifičnem območju. To pa Bloke prav zagotovo so. To so navsezadnje dojeli tudi člani občinskega sveta Loška dolina, ko so dvignili roke za izločitev bloške krajevne skupnosti in njeno oblikovanje v samostojno občino. So pa sedemčlanski komisiji, ki jo je lani imenoval svet krajevne skupnost Nova vas – Bloke za pripravo študije o utemeljenosti samostojne bloške občine, naročili, da jih mora o vseh nadaljnjih pogovorih z ustreznimi vladnimi službami za reformo lokalne samouprave sproti obveščati.
Država je referendum razpisala za 19. april 1997. Na njem so Bločani ob 75 odstotkov udeležbe in z 73 odstotki glasu ZA potrdili odhod iz občine Loška dolina. Z dnevom (1.januar 1998) ustanovitve nove Občine Bloke preneha s svojim delovanjem Krajevna skupnost Nova vas – Bloke.Tako je nova občina postala realnost. Občina Bloke je samoupravna lokalna skupnost ustanovljena z zakonom na območju spodaj omenjenih naselij.
Sedež občine je v Novi vasi. V Krajevnem atlasu lahko beremo, da gre za gručasto vas, ki je zaposlitveno in oskrbovalno središče Bloške planote, leži večinoma na dnu holocenske ravnice. Zaradi lege v kotanji prihaja do toplotnega obrata ter pozne pomladanske in zgodnje jesenske pozebe. Od daljših deževjih poplavita polje pod vasjo potoka Bloščica in Sušica. V ostrem podnebju so se razvili živinoreja in gozdarstvo ter z njim povezana obrtna in industrijska predelava lesa. V letu 1995 sta v Novi vasi obrata tovarn Kovinoplastika iz Loža in Izolirke iz Ljubljane (Novolit). Zaradi ugodnih razmer je bilo pri Novi vasi med svetovnima vojnama športno letališče, v zadnjem času pa se uveljavljajo smučarski teki. V Novi vasi se je rodil kirurg Božidar Lavrič, tu pa je nekaj časa živel tudi pisatelj Venceslav Winkler.

## Občina danes
Občina Bloke z vzhodne strani meji na občino Loški potok in na severu na občino Velike Lašče. Na severu nad zaselkom Zavrh, se meja začne obračati proti zahodu nad zaselkom Polšeče, vedno bolj proti jugozahodu mimo nekoč »Krpanovih« zaselkov: Zales, Lovranovo, Hribarjevo in Sleme, ki doseže najzahodnejšo točko cerkniške meje. Od tu dalje gre meja jugovzhodno do zaselka Radlek, s svojo nekoč znamenito potjo Strmec, Od tu se spusti pod vasjo Studeno in naprej do hriba Loza (876 m) in nato proti današnji občini Loška Dolina. Bloke in Loško dolino delijo gozdovi Knežja njiva in na jugu Kolačniki. Od tu dalje se meja obrne proti vzhodu in se kmalu priključi na občino Loški Potok, tako, da je vas Ravne najvzhodnejša vas. Bloška planota leži na skrajnem robu Notranjske med Cerkniškim poljem ter Loško in Ribniško dolino. Bloke so dostopne z več smeri: s primorske avtoceste A1 izhod Unec, preko Cerknice in Bloške Police; iz Velikih Lašč čez Lužarjev breg ter iz Ribniške doline čez Boncar.
V Sloveniji je le malo tako ravnega in poseljenega površja tako visoko. Bloke so planota, ki je v severnem delu dolomitna, v južnem pa kraško apnenčasta. Zaradi specifičnih vremenskih razmer je poimenovana tudi slovenski Tibet; značilne so spomladanske pozebe in zgodnje jesenske slane. Ima le malo površinskih tokov, večji znan potok je Bloščica, ki svojo počasno vijugasto strugo oblikuje že tisočletja. Zaradi majhnega padca ustvarja čudovite plitve kotanje, meandre, mlake in mrtve rokave, ki so kot nalašč domovanje za nekatere vrste ogroženih rastlin in živali, ki jih najdemo v tej neokrnjeni naravi.

### Kratka zgodovina Blok
V pisnih dokumentih so bile Bloke prvič omenjene leta 1260, kraj Nova vas pa leta 1341. Da so bile poseljene že zelo zgodaj, dokazujejo tudi izkopanine iz prazgodovinske dobe. Prva naselbina naj bi bila po nekaterih virih vas Metulje pod takratnim imenom Metulum. Njeni prebivalci so bili Japodi. Bili so gospodarsko dobro razvito pleme, ki so za časa rimske vladavine živeli na Balkanskem polotoku. Po vdoru Keltov v 4. st. pr. n. št. so se Japodi z njimi pomešali, tako da jih kasneje opredeljujemo kot ilirsko-keltsko pleme. Njihov življenjski prostor se je raztezal vse od Julijskih Alp, mimo Snežnika in do reke Une v Bosni.Čez Bloke sta vodili dve pomembni rimski cesti. Ena od Kvarnerja mimo Metulj proti takratni Panoniji, druga pa se je odcepila od ceste Aquilea–Emona in je preko sedanje Cerknice pripeljala na Bloke, kjer se je pred vasjo Benete priključila prvi. Ob njej so bili najdeni ostanki rimskega stolpa in zapornega obrambnega zidu Clausurae Alpium Iuliarum.

### Občinski organi
Poleg župana in podžupana je tu še občinski svet s sedmimi člani, nadzorni odbor ter občinska uprava.Občinski svet je najvišji organ odločanja o vseh zadevah v okviru pravic in dolžnosti občine. Člani občinskega sveta se volijo za štiri leta. Mandat članom občinskega sveta se začne s potrditvijo članov na 1. seji novoizvoljenega občinskega sveta. Prvo sejo občinskega sveta skliče župan najkasneje v 20 dneh po izvolitvi občinskega sveta.
Občinski svet sprejema statut občine, odloke in druge splošne akte ter poslovnik občinskega sveta.
Občino vodi od njene ustanovitve leta 1998, župan Jože Doles.
Za opravljanje drugih upravnih nalog je na podlagi Uredbe o teritorialnem obsegu upravnih enot organizirana Upravna enota Cerknica, ki na prvi stopnji odloča v upravnih stvareh iz državne pristojnosti, ima pa tudi del pospeševalne in nadzorstvene funkcije v prostoru, ki ga pokriva. Upravna enota s svojim delovanjem posega na celotno območje Občin Bloke, Cerknica in Loška dolina.

### Grb in zastava občine
Ploščo ščita deli konveksni lok: zgoraj je modra glava ščita, spodnje polje je srebrno in prikazuje staroveškega bloškega smučarja: to je v črno odet, v črne škornje obut in s črnim klobukom pokrit zajeten možak, ki opirajoč se z desnico na zlati kolec korači z zlatimi smučmi na nogah. Zlati trak, ki ga nosi ščit na svojih zunanjih robovih, lahko služi le kot grbovni okras.
Zastavna ruta je vertikalno razdeljena na tri po višini enaka po dolžini pa neenaka barvna polja, od katerih sta prvo in tretje (zadnje) v modri, srednje kvadratno polje pa v beli barvi; v sredini kvadrata je upodobljen atribut iz občinskega grba, staroveški smučar; to je v črno odeti, v črne škornje obuti in s črnim klobukom pokriti zajeten možak, ki opirajoč se z desnico na rumeni kolec, korači z rumenimi smučmi na nogah.

### Statistični podatki za leto 2016
Sredi leta 2016 je imela občina približno 1.540 prebivalcev (približno 820 moških in 720 žensk). Po številu prebivalcev se je med slovenskimi občinami uvrstila na 194. mesto. Na kvadratnem kilometru površine občine je živelo povprečno 21 prebivalcev torej je bila gostota naseljenosti tu manjša kot v celotni državi (102 prebivalca na km2). Število živorojenih je bilo nižje števila umrlih. Število tistih, ki so se iz te občine odselili, je bilo višje od števila tistih, ki so se vanjo priselili. Selitveni prilast na 1.000 prebivalcev v občini je bil torej negativen, znašal je -7,1 Seštevek naravnega in selitvenega prirasta na 1.000 prebivalcev v občini je bil negativen, znašal je -10,4 (v Sloveniji 0,8).
Povprečna starost občanov je bila 43 let in tako višja od povprečne starosti prebivalcev Slovenije (42,9 leta). Med prebivalci te občine je bilo število najstarejših – tako kot v večini slovenskih občin – večje od števila najmlajših: na 100 oseb, starih 0–14 let, je prebivalo 133 oseb starih 65 let ali več. To razmerje pove, da je bila vrednost indeksa staranja za to občino višja od vrednosti tega indeksa za celotno Slovenijo (ta je bila 125). Pove pa tudi, da se povprečna starost prebivalcev te občine dviga v povprečju hitreje kot v celotni Sloveniji. Podatki po spolu kažejo, da je bila vrednost indeksa staranja za ženske v vseh slovenskih občinah višja od indeksa staranja za moške. V občini je bilo – kar je značilnost le redkih slovenskih občin – med ženskami manj takih, ki so bile stare 65 let ali več, kot takih, ki so bile stare manj kot 15 let; pri moških pa je bila slika ravno obrnjena. 
Med osebami v starosti 15 do 64 let (tj. med delovno sposobnim prebivalstvom) je bilo približno 66 % zaposlenih ali samozaposlenih oseb (t delovno aktivnih), kar je več od slovenskega povprečja (60 %). Med aktivnim prebivalstvom občine je bilo v povprečju 9,5 % registriranih brezposelnih oseb, to je manj od povprečja v državi (11,2 %). Med brezposelnimi je bilo tu – drugače kot v večini slovenskih občin – več moških kot žensk. Povprečna mesečna plača na osebo, zaposleno pri pravnih osebah, je bila v tej občini v bruto znesku za približno 23 % nižja od letnega povprečja mesečnih plač v Sloveniji, v neto znesku pa za približno 19 %. Vsak drugi prebivalec v občini je imel osebni avtomobil (58 avtomobilov na 100 prebivalcev); ta je bil v povprečju star 10 let.

### Cerkvena uprava
Iz zadnjih let 13. stoletja se je zaradi izrazitejše kolonizacije Bloške planote pokazala potreba po novih župnijah. Janez Höfler župno cerkev sv. Mihaela pri Fari opisuje kot »dobro zaznamovano prvotno kolonizacijsko središče Blok«. Bloška cerkev se prvič posredno omenja kot farna cerkev leta 1332. (»ze Oblock in der phar« - v prevodu » Na Blokah v Fari. V naselju, ki je dobilo ime Fara oziroma Pri Fari, se cerkev leta 1436 postavlja » am Grossen Perg ( Na velikem bregu/hribu). Bloška župnija je bila prvotno del pražupnije Stari trg pri Lož, dokler se ni izločila iz loške župnije leta 1332. Iz bloške župnije se v letih 1807/08 delno osamosvoji Sv. Trojica, ko je dobila svojega vikarja (namestnik župnika), povsem samostojna župnija pa je postala leta 1877. Od leta 1967/68 pa ta župnija spet nima svojega župnika, soupravlja jo bloški župnik. Tako tudi danes na področju občine Bloke delujeta dve župniji z enim župnikom.

### Pošta
V Novi vasi je pošta od leta 1868. Sedaj v občini obratuje pogodbena pošta.

### Izobraževanje
Na Blokah, v Novi vasi je bila šola že zelo zgodaj. V začetku 19. stoletja so poučevali v leseni mežnariji. Leta 1828 so zgradili šolsko poslopje (enorazrednico), 1884/8 so jo razširili v dvorazrednico. Leta 1911 so odprli novo šolo, razširjena je bila v trirazrednico. Leta 1912 je postala štirirazrednica, leta 1921 o šestrazrednica. Med 1. svetovno vojno je šola delovala s skrajšanim poukom. Leta 1941 je bilo 6. razredov z dvema vzporednicama. Po vojni, v šolskem letu 1947/48 je postala sedemletka. Med NOB je tekel pouk s prekinitvami, do kapitulacije Italije pod kontrolo okupatorja. V času nemških ofenziv ni bilo pouka. Januarja 1944 so začeli z rednim poukom v Novi vasi, ki je spadala pod osvobojeno ozemlje.Pouk je bil prekinjen do osvoboditve. Osnovna šola Tone Šraj – Aljoša v Novi vasi – Bloke je centralna šola (8 razredov) Šolski okoliš obsega 36 vasi in zaselkov. Najoddaljenejša vas je 12 km od centralne šole. Priključena ji je bila podružnična šola Šivče (Sv. Trojica). Slednja je bila zgrajena leta 1905 kot enorazredna šola, pouk pa je potekal v eni učilnici. Leta 1922 je bila razširjena v dvorazrednico, leta 1939 pa v trirazrednico. K šolskem okolišu Sv. Trojica je spadalo v letih med obema vojnama dvajset bloških vasi. Osnovna šola Šivče (4 razredi) je prenehala delovati sredi 70-tih let.
•	Vrtec Nova vas
Vrtec je javni zavod za vzgojo in varstvo predšolskih otrok, ki ga je ustanovila Občina Bloke in spada pod Osnovno šolo Toneta Šraja Aljoše Nova vas.
•	Osnovna šola Toneta Šraja Aljoše Nova vas
Javni vzgojno-izobraževalni in vzgojno-varstveni zavod Osnovna šola Toneta Šraja Aljoše je ustanovila občina Bloke z Odlokom o ustanovitvi, dne 17.5.2000, kar je bilo objavljeno v UR.L. št. 51/00, ki je začel veljati osmi dan po objavi v Uradnem listu, to je dne 17.6.2000.V osnovno šolo Nova vas, kjer je sedež zavoda, se vpisuje otroke v osnovno šolo in v dnevno varstvo ter druge oskrbe otrok za celoten zavod.
Podatki za leto 2016 kažejo vrtec je obiskovalo 71 otrok. Od vseh otrok v občini, ki so bili stari od 1–5 let jih je bilo 77 % vključenih v vrtec, kar je manj kot v vseh vrtcih v Sloveniji skupaj (78 %). V osnovni šoli se je v šolskem letu 2016/2017 izobraževalo približno 130 učencev. Različne srednje šole je obiskovalo okoli 50 dijakov. Med 1.000 prebivalci v občini je bilo 44 študentov in 13 diplomantov; v celotni Sloveniji je bilo na 1.000 prebivalcev povprečno 39 študentov in diplomantov.

### Režijski obrat
Na podlagi 7. člena odloka o gospodarskih javnih službah v Občini Bloke (Uradni list RS, št. 54/99) ter 6. in 15. člena statuta Občine Bloke (Uradni list RS, št. 41/99) je Občinski svet občine Bloke na 21. redni seji dne 23. 5. 2002 sprejel odlok o ustanovitvi režijskega obrata v Občini Bloke. S tem odlokom je Občina Bloke ustanovila režijski obrat kot notranjo organizacijsko enoto občinske uprave. Režijski obrat deluje na območju občine Bloke, po predhodnem dogovoru pa lahko tudi izven občine. 
V letu 2016 je bilo v občini z javnim odvozom zbranih 241 kg komunalnih odpadkov na prebivalca, to je 106 kg manj kot v celotni Sloveniji.

## Naselja v občini
Andrejčje, Benete, Bočkovo, Fara, Glina, Godičevo, Gradiško, Hiteno, Hribarjevo, Hudi Vrh, Jeršanovo, Kramplje, Lahovo, Lepi Vrh, Lovranovo, Malni, Metulje, Mramorovo pri Lužarjih, Mramorovo pri Pajkovem, Nemška vas na Blokah, Nova vas, Ograda, Polšeče, Radlek, Ravne na Blokah, Ravnik, Rožanče, Runarsko, Sleme, Strmca, Studenec na Blokah, Studeno na Blokah, Sveta Trojica, Sveti Duh, Škrabče, Škufče, Štorovo, Topol, Ulaka, Velike Bloke, Veliki Vrh, Volčje, Zakraj, Zales, Zavrh

## Prebivalstvo
Ob popisu leta 2001 je bila slovenščina materni jezik 1532 (97,1 %) občanom, hrvaščina pa 15 (1,%) osebam. Neznano je za 22 (1,4)% oseb. 1189 ali 75,3 % je rimokatoličanov.

## Galerija
- Bloška planota
- Bloško jezero
- Bloška planota, v ozadju Velike Bloke
- Bloško jezero pozimi